# Phil Spector
Phil Spector, pseudonimo di Harvey Philip Spector (New York, 26 dicembre 1939 – French Camp, 16 gennaio 2021), è stato un produttore discografico, compositore, cantante e imprenditore statunitense, considerato come una delle figure più influenti e rivoluzionarie della storia della musica.
Viene considerato il primo produttore discografico ad aver unito al proprio mestiere anche quello dell'artista, compositore ed esecutore, spesso ponendosi come autentico direttore creativo, scrivendo o scegliendo il materiale, curando gli arrangiamenti, guidando i musicisti e supervisionando ogni aspetto del processo realizzativo.
Per questa ragione è stato definito da alcuni "il primo auteur del rock'n'roll". Inventore della tecnica Wall of Sound, da lui definito "approccio wagneriano al rock'n'roll", Spector fu pioniere del sound dei gruppi femminili degli anni sessanta come Crystals e Ronettes, realizzando più di venticinque singoli da Top 40 tra il 1960 e il 1965. In seguito collaborò con artisti come The Rolling Stones, Tina Turner, John Lennon, Leonard Cohen e i Ramones raggiungendo successi simili; lavorò poi alla realizzazione di Let It Be, ultimo album dei Beatles e del The Concert for Bangla Desh di George Harrison, rispettivamente vincitori di Oscar e Grammy. Di George Harrison produsse anche il triplo album All Things Must Pass.
La canzone You've Lost That Lovin' Feelin' del 1965 (uno dei primi singoli commerciali a infrangere la soglia dei tre minuti), prodotta e co-scritta da Spector per i Righteous Brothers, è stata proclamata dalla BMI (organizzazione per i diritti d'autore in campo musicale) come la canzone più riprodotta del XX secolo negli Stati Uniti.
Nel 1989 Phil Spector venne introdotto nella Rock and Roll Hall of Fame come non-interprete. La rivista Rolling Stone lo ha messo al 64º posto nella sua classifica dei 100 migliori artisti di tutti i tempi.
Nell'ultima parte della sua vita divenne noto anche per l'eccentricità e il comportamento reclusivo, narcisista e ossessivo; nel 2009 venne condannato a 19 anni di carcere per omicidio di secondo grado in seguito all'uccisione di Lana Clarkson, avvenuta nel 2003.

## Biografia

### Primi anni
Spector nacque il 26 dicembre 1939 da una famiglia ebrea di classe medio-bassa, nel Bronx di New York. Suo nonno era immigrato dalla Russia e aveva cambiato il suo cognome da "Spektor" a "Spector" all'ufficio immigrazione di Ellis Island. I genitori di Spector erano cugini di primo grado. Da bambino, Spector fu spesso vittima di bullismo.
Nel 1953, dopo il suicidio del padre (avvenuto nel 1949), Spector, sua madre e sua sorella si trasferirono a Los Angeles. Qui Spector cominciò a interessarsi alla musica e imparò a suonare la chitarra. A 16 anni suonò Rock Island Line di Lonnie Donegan al talent show della Fairfax High School. Mentre era alla Fairfax, Spector si unì a una piccola compagnia di giovani aspiranti che includeva anche Lou Adler, Bruce Johnston e Sandy Nelson. Quest'ultimo suonò la batteria nella prima registrazione di Spector, To Know Him Is to Love Him.
Con tre amici di scuola (Marshall Lieb, Harvey Goldstein e Annette Kleinbard), Spector formò i Teddy Bears. Durante questo periodo, Phil si aggirava negli studi di registrazione locali, dove riuscì a conquistare l'amicizia del produttore Stan Ross, socio proprietario dei Gold Star Studios di Hollywood. Ross cominciò a insegnargli le tecniche della produzione e fu colui che ebbe più influenza sui suoi successivi lavori.
Nella primavera del 1958 Spector e i suoi compagni avevano raggranellato abbastanza soldi da comprarsi due ore di registrazione ai Gold Star. Sotto la supervisione di Spector, i Teddy Bears registrarono Don't You Worry My Little Pet, scritta da Spector, canzone che poi gli assicurò un contratto con la Era Records. Nella loro sessione successiva i Teddy Bears registrarono un'altra canzone di Phil, ispirata all'epitaffio sulla tomba del signor Spector. Prodotta dalla label sussidiaria della Era, To Know Him Is to Love Him arrivò al primo posto della classifica Billboard e vendette più di un milione di copie prima della fine dell'anno.
Nello stesso anno avvenne un episodio traumatico che ebbe una profonda influenza sulla vita futura (e sull'ossessivo rapporto con le armi) del giovane musicista: mentre era in tour fu accostato in un bagno da alcuni balordi, che lo umiliarono urinandogli addosso; Spector fu così mortificato e spaventato che da quel giorno portò sempre con sé una pistola e si assicurò di essere costantemente accompagnato da alcune guardie del corpo.
Dopo il successo del debutto i quattro firmarono per la Imperial Records, ma il loro singolo successivo, I Don't Need You Anymore arrivò solo al 91º posto. Anche dopo parecchie altre canzoni e un album, i Teddy Bears non entrarono più nella Top 100. Il gruppo si sciolse nel 1959.

### Anni sessanta

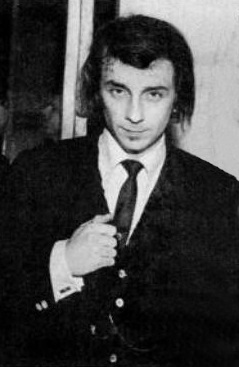
Phil Spector nel 1965

Dopo la separazione la carriera di Spector si spostò velocemente dal comporre al produrre. Mentre registrava l'album dei Teddy Bears aveva incontrato Lester Sill, mentore dei leggendari compositori Jerry Leiber e Mike Stoller. Il prossimo progetto di Phil, The Spectors Three, fu preso sotto l'ala di Sill e del suo partner Lee Hazlewood. Nel 1960 Sill fece in modo che Spector lavorasse come apprendista per Leiber e Stoller, a New York.
Spector imparò velocemente a usare lo studio di registrazione. Compose con Jerry Leiber Spanish Harlem, hit da Top-10 di Ben E. King, e lavorò anche come turnista, suonando soprattutto la chitarra. Notevole il suo contributo alla chitarra elettrica solista nel brano On Broadway nella versione dei Drifters, registrata nel gennaio 1963. In questi anni, sebbene non cospicuo, il suo lavoro di registrazione si segnalò soprattutto nella versione originale di Twist and Shout.
Leiber e Stoller consigliarono a Spector di produrre Corrina, Corrina di Ray Peterson, che infatti raggiunse il 9º posto nel gennaio 1961. Più tardi produsse anche Pretty Little Angel Eyes di Curtis Lee, che arrivò al 7º posto.
Tornato a Hollywood, Spector acconsentì a produrre uno dei gruppi di Lester Sill. Dopo che sia la Liberty Records che la Capitol Records rifiutarono di prendere Be My Boy delle Paris Sisters, Sill e Hazlewood formarono una nuova etichetta e la pubblicarono. Riuscì a raggiungere solo il 56º posto, ma la successiva, I Love How You Love Me fu un successo, e arrivò al 5º posto.
Nell'autunno 1961, Spector fondò, assieme a Lester Sill, che nel frattempo aveva interrotto la sua cooperazione con Lee Hazlewood, una nuova etichetta discografica: la Philles Records.
Prima uscita della sua nuova creatura fu There's No Other (Like My Baby), singolo di debutto di un promettente girl group vocale, le Crystals. Il disco fu un successo immediato e raggiunse il 20º posto nella classifica statunitense, seguito da un secondo singolo, Uptown, che ne bissò il successo piazzandosi al numero 13.
Durante tutti i primi anni sessanta, Spector lavorò anche per diversi artisti di altre etichette come Ruth Brown e LaVern Baker (della Atlantic Records) e producendo, nel 1962, Second Hand Love, disco di Connie Francis, che raggiunse il 7º posto in classifica.
Come A&R per la Liberty Records scoprì una canzone scritta da Gene Pitney, He's a Rebel, che doveva essere pubblicata per la Liberty stessa, ma Spector la fece slittare per i Gold Star Studios, ne registrò una versione con Darlene Love alla voce, l'attribuì alle Crystals e la pubblicò per la Philles Records.
Quando He's a Rebel arrivò al 1º posto delle classifiche, Lester Sill aveva lasciato la compagnia, e Spector aveva la Philles tutta per sé. Creò un nuovo gruppo, Bob B. Soxx and the Blue Jeans, con Darlene Love e Bobby Sheen, un cantante che lavorava alla Liberty. Il gruppo ebbe successi come Zip-a-Dee-Doo-Dah (numero 8), Why Do Lovers Break Each Other's Hearts? (numero 38) e Not Too Young to Get Married (numero 63). Inoltre Spector incise materiale solista di Darlene Love nel 1963. Nello stesso anno, pubblicò Be My Baby delle Ronettes, che arrivò al 2º posto.
Il lavoro con questi artisti (tutti di colore) fu fondamentale per avvicinare la middle class bianca statunitense alla musica dei neri.
Anche se la Philles fu prevalentemente un'etichetta da singoli, Spector produsse anche alcuni album, tra cui A Christmas Gift for You, un album natalizio che riscosse rinnovato successo ogni Natale dopo quello in cui fu pubblicato, nel 1963.
Il marchio di fabbrica di Spector in quel periodo era il cosiddetto Wall of Sound (letteralmente muro di suono), una tecnica di registrazione che consisteva in un effetto denso e con forte riverbero, ottimo per la riproduzione sulle radio AM e sui jukebox. Per ottenere questo effetto, Spector riuniva grandi folle di musicisti (che solitamente suonavano strumenti solisti, come la chitarra) per suonare parti orchestrate – spesso raddoppiando o triplicando gli strumenti per ottenere un effetto unisono – e arrivare così a un suono più pieno.
Già conosciuto per la sua forte personalità e le idee non convenzionali sulla registrazione e anche se la moda del tempo stava uniformando gli altri studi a registrare in multitraccia, Spector si oppose fermamente all'avvento del suono stereofonico che secondo lui toglieva il controllo al produttore in favore dell'ascoltatore.
Inoltre preferì sempre produrre singole hit che album interi, definendo questi ultimi "due successi e dieci pezzi di spazzatura". L'unica volta in cui Spector si impegnò a fondo per la produzione di un LP fu per A Christmas Gift for You, album uscito il 22 novembre 1963, giorno dell'assassinio del presidente Kennedy, per cui la tristezza generale del paese può aver contribuito alla mancanza di vendite iniziale del disco. Oggi l'album ha vendite regolari negli Stati Uniti ogni volta che si avvicina il periodo natalizio.

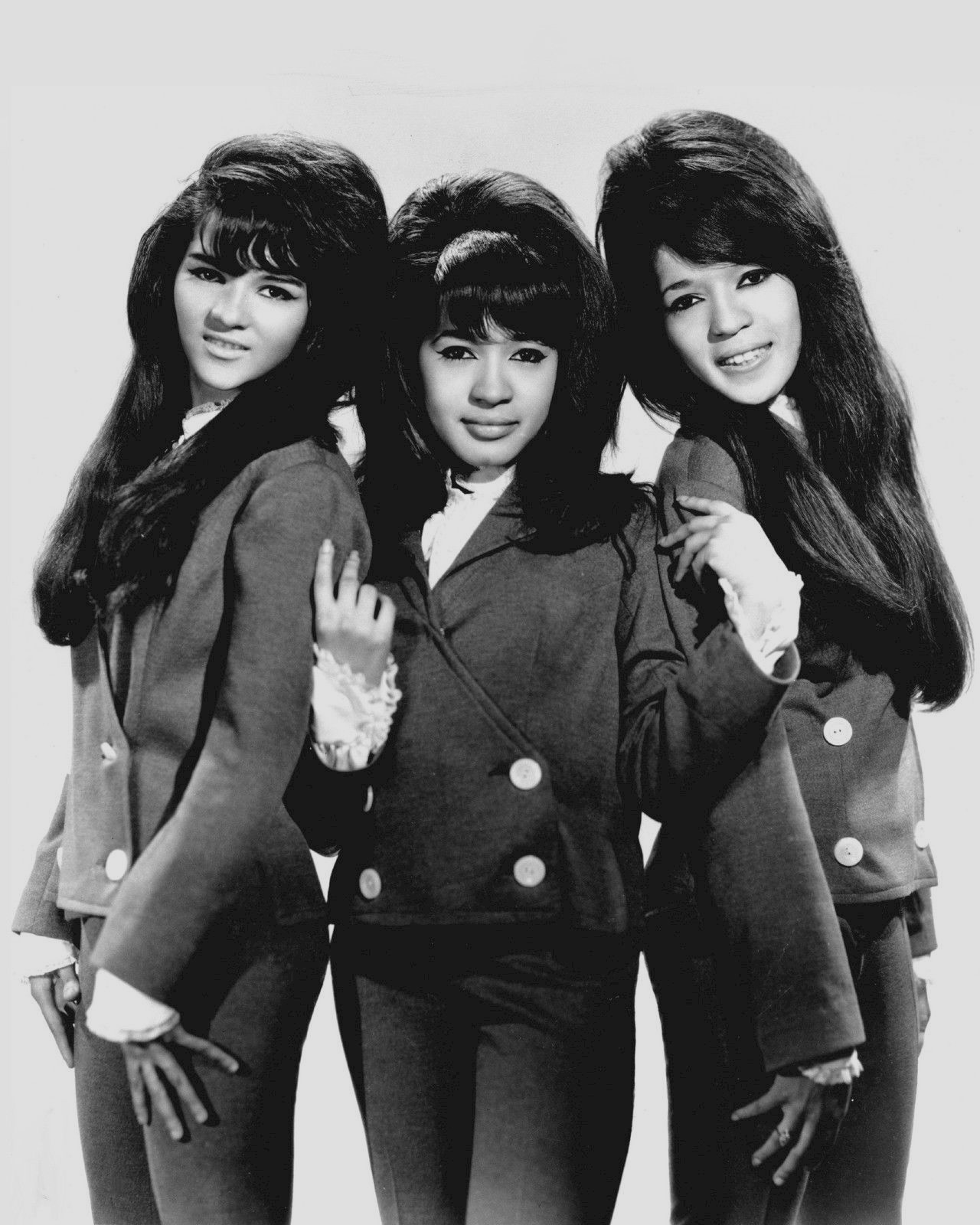
Le Ronettes, 1966

Nel 1964, le Ronettes apparvero sul palco al Cow Palace di San Francisco. Sulla lista c'erano anche i Righteous Brothers. Spector, che accompagnava la sua band in tutti i concerti, rimase così colpito da Bill Medley e Bobby Hatfield (cantanti dei Righteous) che comprò il loro contratto della Moonglow Records e li fece firmare per la Philles. All'inizio del 1965 You've Lost That Lovin' Feelin' arrivò al 1º posto e diventò la canzone di punta dell'etichetta. Per farla passare nelle radio (che all'epoca imponevano una durata massima di 3 minuti a canzone), Spector "falsificò" le informazioni sull'etichetta del 45 giri, attribuendole una durata leggermente inferiore. Il successo fu così mastodontico che il brano finirà per diventare la canzone più riprodotta di sempre negli Stati Uniti. Altri tre grandi successi furono registrati dai Righteous Brothers per Spector: Just Once in My Life (numero 9), Unchained Melody (numero 4), e Ebb Tide (numero 5). Sebbene avessero successo, Spector perse interesse nel produrre i Righteous e vendette il loro contratto e tutte le loro registrazioni alla Verve Records. In ogni caso, il sound impresso loro da Spector fu così di successo che Medley e Hatfield decisero di replicarlo anche dopo la rottura. Ebbero un altro numero uno nel 1966, (You're My) Soul and Insipiration. Nel 1990 uscì il film Ghost, che usava come tema proprio la produzione di Spector, Unchained Melody. Grazie al nuovo successo portato dal film, la canzone si classificò al 1º posto e portò Spector (come produttore) di nuovo nella Top-40 degli Stati Uniti per la prima volta dal 1971.
Sempre nel 1964 collaborò con i Rolling Stones alla composizione dei singoli Little by Little, in cui suonò anche le maracas e Play with Fire, in cui suonò il basso.
Nel 1965 si misurò con il folk-rock, all'epoca assai popolare, producendo insieme a Jack Nietzsche This Could Be The Night, scritta con Harry Nilsson ed eseguita dal Modern Folk Quartet (pubblicata tuttavia solo nel 1976).
L'ultimo gruppo della Philles Records furono Tina Turner e suo marito Ike, nel 1966. Spector considerava River Deep - Mountain High la loro miglior canzone e il suo personale capolavoro come produttore, tuttavia il brano non arrivò che all'88º posto in classifica. Il singolo andò meglio nel Regno Unito, dove arrivò al 3º posto. Si dice che questo mancato successo (di cui si dichiarò profondamente amareggiato) fu una delle ragioni che portarono Spector a disinteressarsi progressivamente al mercato discografico e a diradare le proprie apparizioni pubbliche. La canzone sarà ripresa dai Deep Purple nell'album del 1968 The Book of Taliesyn.
Successivamente Spector perse interesse nella sua etichetta e si ritirò per un breve periodo. Nel 1968 sposò Veronica "Ronnie" Bennett, cantante delle Ronettes. Il rapporto tra i due fu caratterizzato dalla gelosia patologica di Spector, il quale costrinse la consorte a vivere reclusa in casa dove la sottopose a vari abusi; arrivò a chiuderla in un armadio, a nascondere tutte le sue scarpe in modo che non potesse fuggire e addirittura a far costruire una bara d'oro con un coperchio di vetro in cui minacciò di rinchiuderla dopo averla uccisa, nel caso l'avesse lasciato. La coppia divorzierà nel 1974.
L'anno dopo apparve in un cameo nel film-cult Easy Rider.

### Anni settanta
Nel 1970 Allen Klein, manager dei Beatles, portò Spector in Inghilterra. Qui produsse uno dei primi singoli di John Lennon da solista, Instant Karma!, e fu poi convinto da Lennon e George Harrison a riprendere i nastri inutilizzati dell'abortito LP Get Back e di aiutarli a pubblicarli come un nuovo album. Spector usò diverse tecniche di registrazione e cambiò notevolmente il sound originale delle canzoni, aggiungendo archi e coriste, con grande disappunto soprattutto di Paul McCartney. L'album, Let It Be, fu un successo commerciale enorme. Nel 2003, tuttavia, Paul McCartney volle pubblicare anche un album che conteneva i nastri originali, chiamandolo Let It Be... Naked. Comunque, il Let It Be arrangiato da Spector vinse un Oscar nel 1971.
Spector continuò a lavorare con Lennon e Harrison anche dopo lo scioglimento dei Beatles. Per Harrison sviluppò il sound dell'album All Things Must Pass (numero 1 nel 1970) che vinse diversi dischi di platino, mentre per Lennon, nello stesso anno, co-produsse Plastic Ono Band (numero 6), suonando anche il pianoforte nel brano Love.
Sempre nel 1970 Eric Clapton (impressionato dal lavoro svolto su All Things Must Pass) lo ingaggiò per produrre il primo singolo del suo nuovo gruppo, Derek and the Dominos: rimase tuttavia scontento del risultato e decise di inserire nell'album una versione differente.
Nel 1971 co-produsse Imagine e The Concert for Bangla Desh, entrambi numeri uno (il secondo nel 1972 si aggiudicò anche il Grammy all'album dell'anno). Nello stesso anno collaborò di nuovo con Lennon (i singoli Power To The People e la celebre Happy Xmas (War Is Over) e con Harrison (il singolo Bangla Desh). La collaborazione con gli ex-Beatles (proseguita nel 1972 con Some Time In New York City di Lennon e l'anno seguente con Living In The Material World di Harrison) terminò nel 1973 dopo una rottura di carattere personale, dovuta alle prime avvisaglie della follia di Spector.
Nel 1973 Spector iniziò a lavorare insieme a John Lennon alla raccolta di cover classiche Rock'n'Roll (poi pubblicata nel 1975). Nel corso di quelle sedute Spector si presentò sempre armato e fortemente alterato da alcool e droghe, e si comportò in maniera apparentemente assurda: tra le altre cose, indossò alcuni bizzarri costumi da chirurgo e da karateka, sparò senza alcun motivo un colpo di pistola al soffitto rischiando di danneggiare l'udito di Lennon, rovesciò una bottiglia di whiskey sul mixer e infine scappò con i nastri senza dare sue notizie per mesi.
L'anno seguente Spector ebbe un incidente d'auto quasi mortale, che lo fece precipitare in coma e gli costò diverse ore di interventi chirurgici, più di 300 punti sul volto e più di 400 sulla nuca (che nascose servendosi di parrucche, spesso assai stravaganti): secondo il biografo Dave Thompson questi danni alla testa contribuirono notevolmente ad accentuare il comportamento agorafobico e le strane abitudini di Spector.
L'incidente avvenne subito dopo che Spector aveva fondato la Warner-Spector, che comprendeva registrazioni con Dion DiMucci, Cher, Harry Nilsson e altri. Tre anni dopo l'etichetta pubblicò una collezione di singoli prodotti da Spector che fece risalire la fama del produttore, un po' decaduta nel corso degli anni.
Nel 1977 fu produttore e coautore di Death Of A Ladies Man di Leonard Cohen, in cui suonò anche chitarra e tastiere e contribuì alle seconde voci: le session (a cui parteciparono anche Bob Dylan e Allen Ginsberg) si svolsero in un clima particolarmente teso, al punto che Spector cacciò Cohen dallo studio (addirittura minacciandolo con una pistola) prima che potesse terminare l'incisione delle sue parti vocali (in alcuni brani sono infatti rimaste le voci guida originariamente pensate come semplici provini).

### Anni ottanta e novanta

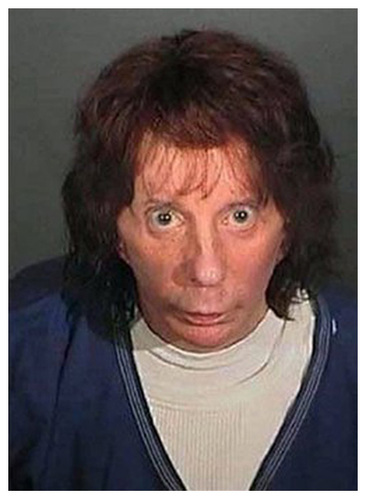
Foto segnaletica di Spector

Spector produsse End of the Century dei Ramones nel 1980. Questo album (dalla lavorazione burrascosa a causa del carattere sempre più instabile del produttore, come sempre accompagnato dall'inseparabile pistola), rappresentò il maggiore successo della band. Fra i pochi lavori di questo periodo ci fu un album di Yōko Ono, di cui co-produsse Season of Glass, nel 1981. Nel 1982 ebbe due gemelli dalla sua ragazza dell'epoca, Janis Zavala (uno dei due, Philip Spector Jr, morirà di leucemia nel 1991, a soli 9 anni). Spector rimase inattivo per la maggior parte degli anni ottanta e novanta.

### Gli ultimi anni, la condanna per omicidio e la morte

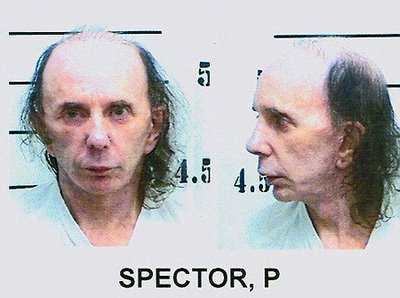
Foto segnaletiche di Phil Spector

Il 3 febbraio 2003 la modella e attrice statunitense Lana Clarkson venne trovata morta nella sua residenza. Spector dichiarò che si era trattato di suicidio accidentale. Liberato dietro pagamento di una cauzione di un milione di dollari, venne processato per omicidio di secondo grado e condannato in via definitiva il 29 maggio 2009 a una pena compresa fra 19 anni e l'ergastolo (15 per l'omicidio di secondo grado più 4 per uso di arma da fuoco). Venne recluso nel Substance Abuse Treatment Facility and State Prison di Corcoran, in California. Avrebbe potuto essere eventualmente rilasciato sulla parola nel 2024.
Nel 2006, mentre era ancora in attesa dell'esito del processo, Spector sposò l'allora ventiseienne Rachelle Short (sua terza moglie), da cui divorziò nel 2016. A settembre 2014 l'avvocato Check Sevilla riferì alla stampa che in carcere Spector aveva perso l'uso della parola per via di polipi alla gola.
Morì in ospedale nel gennaio 2021 all'età di 81 anni per complicazioni legate al COVID-19 a seguito delle quali era stato trasferito dal carcere in un ospedale.

## Stile musicale
Le prime influenze musicali di Spector includevano la musica latina, egli era infatti amante delle cosiddette percussioni latine.  Questa influenza è percepibile all’ascolto di molte registrazioni di Spector, basti notare le percussioni in molte delle sue canzoni di successo, costituite da strumenti come shaker, güiros e le maracas (utilizzate in brani come "Be My Baby") o il son montuno (nel brano "You've Lost" That Lovin' Feelin’")
Il marchio di fabbrica di Spector durante la sua carriera discografica è stato il cosiddetto Wall of Sound, una tecnica di produzione che produceva un effetto denso e stratificato che veniva riprodotto bene soprattutto dai jukebox. Per ottenere questo suono caratteristico, Spector riuniva grandi gruppi di musicisti (che suonavano alcuni strumenti generalmente non utilizzati per l'esecuzione d'insieme, come chitarre elettriche e acustiche) che suonavano parti orchestrate, spesso raddoppiando e triplicando molti strumenti che suonavano all'unisono, per un suono più pieno. Lo stesso Spector definì la sua tecnica "un approccio wagneriano al rock & roll". 
Spector dirigeva i suoi musicisti durante tutte le prove di registrazioni, utilizzando un gruppo principale che divenne noto come Wrecking Crew , a cui appartenevano, tra i tanti, Hal Blaine, Larry Knechtel, Steve Douglas, Carol Kaye, Roy Caton, Glen Campbell e Leon Russell. 
Nonostante la tendenza verso la registrazione multicanale, Spector si oppose con veemenza alle versioni stereo, affermando che toglieva il controllo del suono del disco al produttore a favore dell'ascoltatore. Spector inoltre preferiva di gran lunga i singoli agli album, descrivendo gli LP come "due successi e dieci pezzi di spazzatura".

## Vita privata
Spector si è sposato tre volte nella sua vita ed ha avuto cinque figli.
Il primo matrimonio di Spector fu nel 1963 con Annette Merar, cantante degli “Spectors Three”, un trio pop degli anni '60 formato e prodotto da Spector. Merar e Spector divorziarono nel 1966. 
Mentre era ancora sposato con Merar, iniziò ad avere una relazione con Ronnie Bennett, più tardi conosciuta come Ronnie Spector. Bennett era la cantante del gruppo femminile Ronettes (un altro gruppo gestito e prodotto da Spector). I due si sposarono nel 1968 e adottarono tre figli, Donté Phillip Spector e i due gemelli Louis Phillip Spector e Gary Phillip Spector. 
Bennett ha più volte affermato che Spector la teneva imprigionata nella sua villa in California e la sottoponeva ad anni di tormenti psicologici. In seguito Ronnie se ne andò dalla villa con l'aiuto di sua madre nel 1972.  Nell'accordo di divorzio del 1974, rinunciò a tutti i futuri guadagni record e rinunciò alla custodia dei loro figli. Ha affermato che ciò era dovuto al fatto che Spector aveva minacciato di assumere un sicario per ucciderla in caso non avesse accettato le sue richieste.
Nel 1982, Spector ebbe due gemelli dalla sua fidanzata Janis Zavala: Nicole Audrey Spector e Phillip Spector Jr, quest’ultimo morì di leucemia nel 1991. Il 1 settembre 2006, mentre era libero su cauzione e in attesa del processo, Spector sposò la sua terza moglie Rachelle Short, che all'epoca aveva 26 anni. Spector ha chiesto il divorzio nell'aprile 2016, divorziando ufficialmente solo nel 2018.
Alla sua morte, Spector ha lasciato in eredità le royalties del suo intero catalogo discografico oltre al suo patrimonio. Il valore delle sue royalties è stato calcolato come superiore a 50 milioni di dollari. Basti pensare che all’anno egli percepiva circa 25.000 dollari solamente per i diritti d’autore della canzone “You’ve Lost That Lovin’ Feelin’”.

## Film biografico
Alla vicenda è dedicato il film del 2013 intitolato Phil Spector, diretto da David Mamet e con Al Pacino nei panni del produttore.

## Impatto culturale e influenza
Nella sua carriera, Phil Spector ha collezionato (da compositore e/o da produttore) un totale di 49 singoli giunti nella Billboard Hot 100 (classifica dei singoli più venduti negli Stati Uniti).
Numerosi artisti e produttori hanno dichiarato di essere stati fortemente influenzati dalle tecniche di Spector, primo fra tutti Brian Wilson: in un'intervista del 1999, dopo essere stato interrogato a proposito delle sue convinzioni religiose, il leader dei Beach Boys arrivò ad affermare "I believe in Phil Spector". Bruce Springsteen tentò di emulare la tecnica Wall of Sound per il suo Born to Run. Per i suoi contributi musicali, Spector fu inserito nel 1989 nella Rock and Roll Hall of Fame. I Beach Boys inclusero un tributo a Spector in una delle loro canzoni, Mona: «Come on / Listen to "Da Doo Ron Ron", now / Listen to "Be My Baby" / I know you're gonna love Phil Spector.»

## Discografia

### Discografia di Phil Spector
Ha prodotto i seguenti album e singoli:
Album
- 1959: The Teddy Bears Sing – The Teddy Bears
- 1962: Twist Uptown – The Crystals
- 1963: He's A Rebel – The Crystals
- 1963: Zip-A Dee-Doo-Dah – Bob B. Soxx and the Blue Jeans
- 1963: A Christmas Gift for You from Philles Records – Artisti vari
- 1964: Presenting the Fabulous Ronettes Featuring Veronica – The Ronettes
- 1965: Ronettes – The Ronettes
- 1966: River Deep – Mountain High – Ike and Tina Turner
- 1969: Love Is All We Have to Give – Sonny Charles and the Checkmates, Ltd.
- 1970: Let It Be – The Beatles
- 1970: All Things Must Pass (co-produttore) – George Harrison
- 1970: John Lennon/Plastic Ono Band (co-produttore) – John Lennon and The Plastic Ono Band
- 1971: Imagine (co-produttore) – John Lennon and The Plastic Ono Band with the Flux Fiddlers
- 1971: The Concert for Bangladesh (co-produttore) – George Harrison and friends
- 1972: Some Time in New York City (co-produttore) – John Lennon and Yoko Ono with Elephant's Memory plus Invisible Strings
- 1973: Living in the Material World (co-produttore) – George Harrison
- 1975: Rock N' Roll (co-produttore) – John Lennon
- 1975: Born to Be with You – Dion
- 1977: Death of a Ladies' Man – Leonard Cohen
- 1980: End of the Century – Ramones
- 1981: Season of Glass (co-produttore) – Yōko Ono
- 1986: Menlove Ave (co-produttore) – John Lennon
- 1991: Back to Mono (1958–1969) (box set) – Artisti vari
- 2003: Silence Is Easy (co-produttore) – Starsailor

Singoli
- To Know Him is to Love Him – The Teddy Bears (01/12/1958, #1)
- Corrine, Corrina – Ray Peterson (21/11/1960, #9)
- Pretty Little Angel Eyes – Curtis Lee (03/07/1961, #7)
- Every Breath I Take – Gene Pitney (11/09/1961, #42)
- I Love How You Love Me – The Paris Sisters (30/10/1961, #5)
- Under the Moon of Love – Curtis Lee (27/11/1961, #46)
- There's No Other (Like My Baby) – The Crystals (22/01/1962, #20)
- I Could Have Loved You So Well – Ray Peterson (27/01/1962, #57)
- Uptown  – The Crystals (03/03/1962, #13)
- He Knows I Love Him Too Much – The Paris Sisters (10/03/1962, #34)
- Let Me Be the One – The Paris Sisters (26/05/1962, #87)
- Second Hand Love – Connie Francis (09/06/1962, #7)
- He's a Rebel – The Crystals  (03/11/1962, #1)
- Zip-a-Dee-Doo-Dah – Bob B. Soxx & the Blue Jeans (12/01/1963, #8)
- He's Sure the Boy I Love – The Crystals (19/01/1963, #11)
- Puddin' n' Tain (Ask Me Again, I'll Tell You the Same) – The Alley Cats (16/02/1963, #43)
- Why Do Lovers Break Each Other's Heart – Bob B. Soxx and the Blue Jeans (30/03/1963, #38)
- (Today I Met) The Boy I'm Gonna Marry – Darlene Love (11/05/1963, #39)
- Da Doo Ron Ron (When He Walked Me Home) – The Crystals (08/06/1963, #3)
- Not Too Young to Get Married – Bob B. Soxx and the Blue Jeans (13/07/1963, #63)
- Then He Kissed Me – The Crystals (17/08/1963, #6)
- Wait 'Til My Bobby Gets Home – Darlene Love (07/09/1963, #26)
- Be My Baby – The Ronettes (12/10/1963, #2)
- A Fine, Fine Boy – Darlene Love (23/11/1963, #53)
- Christmas (Baby, Please Come Home) – Darlene Love
- Baby, I Love You – The Ronettes (11/1963, #24)
- (The Best Part of) Breakin' Up – The Ronettes (16/05/1964, #39)
- Do I Love You? – The Ronettes (01/09/1964, #34)
- Walking in the Rain – The Ronettes (05/12/1964, #23)
- You've Lost That Lovin' Feelin' – The Righteous Brothers (06/02/1965 #1, UK #1)
- Just Once in My Life – The Righteous Brothers (15/05/1965, #9)
- Unchained Melody – The Righteous Brothers (28/08/1965, #4)
- Ebb Tide – The Righteous Brothers (08/01/1966, #5)
- River Deep - Mountain High – Ike and Tina Turner (18/06/1966, #88 UK #3)
- Love is All I Have to Give – The Checkmates, Ltd. (03/05/1969, #65)
- Black Pearl – The Checkmates, Ltd. (05/07/1969, #13)
- Proud Mary – The Checkmates, Ltd. (01/11/1969, #69)
- Instant Karma (We All Shine On) – John Lennon (28/03/1970, #3)
- The Long and Winding Road / For You Blue – The Beatles (13/06/1970, #1)
- My Sweet Lord – George Harrison (26/12/1970, #1)
- What Is Life – George Harrison (27/03/1971, #10)
- Power to the People – John Lennon/Plastic Ono Band (15/05/1971, #11)
- Try Some, Buy Some – Ronnie Spector (22/05/1971, #77)
- Bangla Desh – George Harrison (11/09/1971, #23)
- Imagine – John Lennon (13/11/1971, #3)
- A Woman's Story / Baby, I Love You - Cher (1974)
- A Love Like Yours (Don't Come Knockin' Every Day) / (Just Enough to Keep Me) Hangin' On - Harry Nilsson & Cher (1975)
- Here It Comes (And Here I Go) / I Don't Know Why - Jerry Bo Keno (1975)
- Born To Be With You / Good Lovin' Man - Dion (1976)
- Standing In The Sunshine / Red Bluff - Danny Potter (1976)
- This Could Be The Night - Modern Folk Quartet (1976)
- Lord, If You're a Woman / Stumble and Fall - Darlene Love (1977)
- Rock 'n' Roll High School – Ramones (04/08/1979, UK #67)
- Baby, I Love You – Ramones (04/02/1980, UK #8)
- Do You Remember Rock 'n' Roll Radio? – Ramones (16/06/1980, #54)
- Unchained Melody – The Righteous Brothers (20/10/1990 ristampa, #13)
- Silence is Easy – Starsailor (09/01/2003, UK #8)